# Hult
Hult è un'area urbana della Svezia situata nel comune di Eksjö, contea di Jönköping.
La popolazione risultante dal censimento 2010 era di 455 abitanti.